# Zbór Kościoła Chrześcijan Baptystów w Koszalinie
Zbór Kościoła Chrześcijan Baptystów w Koszalinie – zbór Kościoła Chrześcijan Baptystów znajdujący się w Koszalinie, przy ulicy Podgrodzie 3-5.
Nabożeństwa odbywają się w każdą niedzielę o godzinie 10:00.